# Col de Fréland
Le col de Fréland se situe dans le Grand Est, dans le département français du Haut-Rhin. Il se trouve à 831 m d'altitude. L’accès est possible par Fréland, Aubure ou Ribeauvillé.